# سول لویت
سولومُن (سول) لُویت (به انگلیسی: Solomon "Sol" LeWitt) (زادهٔ ۹ سپتامبر ۱۹۲۸ - درگذشتهٔ ۸ آوریل ۲۰۰۷) هنرمند آمریکایی. وی و آثارش غالباً با حرکت‌ها و مکاتب معاصر هنری‌ای چون هنر مفهومی و مینیمالیسم مرتبط دانسته می‌شوند. نماینده شاخص مینیمال آرت و نیز یکی از نخستین نظریه پردازان کانسپچوال آرت بود. در اواسط دهه ی 60 بر مبنای رهنمود ریاضی ساختار هایی متشکل ازواحد های تکرار شونده پدید آورد. کاربرد فرم های بنیادی. تمرکز روی مسائل فرم و فضا و نظم منطقی در آثار لویت مشخصه بارز مینیمال آرت است.